# Parascutellinia
Parascutellinia es un género de hongos de la familia Pyronemataceae. Fue circunscrito por el micólogo Mirko Svrček en 1975, con  P. violacea como especie tipo.